# Chrysopogon whitei
Chrysopogon whitei är en tvåvingeart som beskrevs av Hull 1958. Chrysopogon whitei ingår i släktet Chrysopogon och familjen rovflugor. Inga underarter finns listade i Catalogue of Life.